# Aratinga
Genre
Le genre Aratinga, créé par Johann Baptist von Spix (1781-1826), comprend un groupe de perroquets néotropicaux, connus sous le nom commun de conures. 

## Comportement
Ce sont des oiseaux généralement sociables vivant en bandes parfois nombreuses.

## Taxinomie
Suivant une étude phylogénique de Remsen et al. (2013), ce genre est entièrement redéfini pour être monophylétique. Le Congrès ornithologique international répercute ces changements dans sa classification de référence version 3.5 (2013). Le genre Aratinga passe alors de 22 espèces à 6. Cinq espèces sont déplacées vers le genre Eupsittula, onze vers Psittacara, et une vers Thectocercus. La Conure nanday (anciennement Nandayus nenday) est déplacée dans Aratinga.

### Liste des espèces
Selon la classification de référence du Congrès ornithologique international (version 3.5, 2013) :
- Aratinga weddellii – Conure de Weddell
- Aratinga solstitialis – Conure soleil
- Aratinga nenday – Conure nanday
- Aratinga maculata – Conure de Pinto
- Aratinga jandaya – Conure jandaya
- Aratinga auricapillus – Conure à tête d'or

Il existe aussi une espèce hypothétique éteinte qui est généralement placée dans ce genre :
- Aratinga labati (Rothschild, 1905)